# Isaac Stern
Isaac Stern (Oekraïens: Исаак Стерн, Russisch: Айзек Стерн) (Kremenets (Oekraïne), 21 juli 1920 – New York, 22 september 2001) was een Amerikaans violist geboren in de Sovjet-Unie. Zijn gezin vluchtte toen hij één jaar oud was naar de Verenigde Staten. Op achtjarige leeftijd begon hij met vioolles.
Later gaf hij tientallen concerten met het New York Philharmonic. Hij trad vele keren op in de Carnegie Hall. Stern zette zich ook bijzonder in voor het behoud van dit gebouw. De grote zaal van Carnegie Hall heet tegenwoordig officieel het Isaac Stern Auditorium.
Isaac Stern behoort tot de beste violisten van zijn tijd. Hij wordt geroemd om zijn techniek en zijn volwassen interpretaties.
De Guarnerius Panette-viool uit 1737 van Isaac Stern wordt nu bespeeld door de Franse violist Renaud Capuçon.  
- Bibsys: 1067231
- Biblioteca Nacional de España: XX1090525
- Bibliothèque nationale de France: cb139000511 (data)
- CiNii: DA04098539
- Gemeinsame Normdatei: 121850129
- International Standard Name Identifier: 0000 0000 8176 9698
- Library of Congress Control Number: n83070050
- Nationale Bibliotheek van Letland: 000255997
- MusicBrainz: 7d9be72b-ab36-4ce1-8a2c-05bf0f7eb0b4
- Bibliotheek van het Japanse parlement: 01242089
- Nationale Bibliotheek van Tsjechië: js20020122056
- Nationale bibliotheek van Australië: 36095672
- Nationale Bibliotheek van Israël: 987007309641605171
- Nationale Bibliotheek van Polen: a0000001642250
- Nationale en Universitaire bibliotheek Zagreb: 000671760
- Nederlandse Thesaurus van Auteursnamen: 06779291X
- Istituto Centrale per il Catalogo Unico: MILV154014
- LIBRIS: 214212
- SNAC: w6sn0780
- Système universitaire de documentation: 053431642
- Trove: 1211565
- Virtual International Authority File: 110839419
- WorldCat: E39PBJvXdjVVt9JxmhBM8pGrbd